# Römchen (Ratsherrngeschlecht)
Das Patriziergeschlecht Römchen (Romchin, Romichen) gehörte im 15. Jahrhundert zu den einflussreichsten Familien in Dresden und stellte mehrfach Ratsmitglieder und Bürgermeister.

## Wirtschaftliches und politisches Wirken
Erstmals wird die Familie im Jahr 1410 erwähnt, als ein Niclas Romchin als Ratsherr in den Urkunden verzeichnet ist. Im gleichen Jahr beginnt ein noch erhaltenes Geschäftsbuch des Gewandschneiders Hans Romchen. Demnach war die Familie im Tuchhandel tätig und verkaufte stück- oder ellenweise ihre Waren in Orte der Dresdner Umgebung, so nach Dippoldiswalde, Wilsdruff und Mohorn, an Adlige wie die in Coswig ansässige Familie Karras, aber auch nach Magdeburg.
Durch diese Handelstätigkeit kam die Familie Römchen zu erheblichem Wohlstand und politischem Einfluss. 1421 wurde Niclas Romchen erstmals zum Bürgermeister gewählt. Ein im Ratsarchiv erhaltener Erbvertrag zwischen Niclas und seinem Bruder Erasmus aus dem Jahr 1429 belegt eine Pilgerfahrt des Ratsherren nach Rom. 1434 wird der Bürgersohn Fabian Romchen als Schüler der Kreuzschule genannt und gehört zu den ersten namentlich überhaupt bekannten Schülern dieser Bildungsstätte. Für seine lectiones publicae bzw. privatae erhielt die Schule jährlich 20 Groschen Schulgeld. Die Familie war demnach in der Lage, neben dem regulären Unterricht auch Privatstunden zu bezahlen.
1447 trat Erasmus Romichen in den Rat ein. Dieser Ratsherr scheint zugleich Freischöffe gewesen zu sein, denn im Jahr 1454 verklagte er mit dem Vogt zu Dresden einen herzoglichen Beamten vor den Femegerichten in Westfalen. Drei Jahre später wurde Vincencius Romchen ebenfalls Ratsherr und später auch Bürgermeister. Im Zusammenhang mit dem Erstarken der Handwerkerzünfte verloren die alteingesessenen Familien, so auch die Römchen, Ende des 15. Jahrhunderts einen Großteil ihres Einflusses und sind nach 1500 nicht mehr unter den Ratsmitgliedern genannt.
An die Familie Römchen erinnert die Römchenstraße im Dresdner Stadtteil Kleinpestitz.

## Bedeutende Mitglieder

### Niclas Romchin
Niclas (Niclaus) Romchin gehörte ab 1410 dem Dresdner Rat an und war in den Jahren 1421 und 1426 Bürgermeister der Stadt. Am 10. August 1429 schloss er einen Erbvertrag mit seinem Bruder Erasmus ab und legte diese dem Rat zur Bestätigung vor. Anlass war seine geplante Pilgerreise nach Rom.

### Vincencius Romchen
Vincencius Romchen (auch Romichen) ist erstmals im Jahr 1450 als Ratsherr erwähnt. Hier hatte er verschiedene Ämter inne und war 1456 als Zinsherr für die Einziehung der von der Stadt erhobenen Erb- und Kapitalzinsen verantwortlich. Mit dem Amt verbunden war die Aufgabe des Harnischmeisters, der Waffen und Harnische verstorbener wehrfähiger Bürger verwahrte. 1462 wurde er erstmals zum Bürgermeister gewählt, ebenso 1466. Außerdem ist er 1463 als Kämmerer des Rates und 1468 als Hospitalmeister genannt. Er verstarb 1483 in Dresden.